# Arghillà (vino)
L'Arghillà è un vino ad Indicazione Geografica Tipica (IGT) la cui produzione è consentita nella città metropolitana di Reggio Calabria e, in particolare, nei comuni di Calanna, Campo Calabro, Fiumara, Villa San Giovanni e Reggio Calabria.

## Nome
Il suo nome deriva da un quartiere a nord di Reggio Calabria, cioè Arghillà. È uno dei più rinomati vini rossi e rosati calabresi. Viene prodotto su colline molto soleggiate, dal terreno argilloso giallo-grigio scuro e di tessitura fine e scheletro abbondante.

## Vendemmia
Si vendemmia verso la terza decade di settembre. Dopo essere state pigiate, le uve fermentano per 48/60 ore a 28 °C, poi vengono pressate ed il mosto viene messo in serbatoi d'acciaio per circa 12 giorni a temperatura controllata. Viene imbottigliato a fine dicembre e invecchiato per un periodo che va dai due ai quattro anni. La gradazione alcoolica è di 13°.

## Rosso e Rosato
- Titolo alcolometrico volumico minimo: 12%;
- Vitigni: uno o più vitigni raccomandati o autorizzati per la provincia di Reggio Calabria a bacca di colore corrispondente;
- Resa massima di uva per ettaro di vigneto:120 quintali;
- Tipologie: novello.

## Caratteristiche organolettiche
- colore: rosso porpora o rosato.
- aroma: vinoso, intenso e ampio.
- gusto: in bocca ha una buona energia e i tannini presenti non sono fastidiosi ma ne allungano la persistenza.

## Abbinamenti consigliati
L'Arghillà si abbina perfettamente a carni alla griglia, arrosti, cacciagione e formaggi stagionati. Da servire a 16°-18°.

## Produzione
Provincia, stagione, volume in ettolitri
- Reggio Calabria (1995/96)
- Reggio Calabria (1996/97)
- Reggio Calabria (1998/99)
- Reggio Calabria (2000/01)
- Reggio Calabria (2001/02)
- Reggio Calabria (2002/03)
- Reggio Calabria (2003/04)